# The Happy Disharmonists
The Happy Disharmonists sind ein gemischter Popchor aus Berlin. Er wurde 1985 von Carsten Gerlitz gegründet. Das Vokalensemble besteht aus 22 Sängerinnen und Sängern.

## Geschichte
Aus dem Musik-Leistungskurs des Abiturjahrgangs 1984 der Georg-Herwegh-Oberschule in Berlin-Hermsdorf gründete sich 1985 der Chor. Unter dem Motto „Chor – einmal anders“ präsentierte er zunächst eigene Arrangements im Stil der The King’s Singers und der Comedian Harmonists. Mit eigenen abendfüllenden Konzertprogrammen trat der Chor auf vielen Berliner Bühnen auf. Regelmäßig dokumentierte er seine Arbeit auf Tonträgern. Es folgten Auftritte im Fernsehen bei Thomas Gottschalk und Mitwirkungen als Backgroundchor bei Plattenaufnahmen (z. B. Frau Suurbier). Der Chor erhielt einen Plattenvertrag bei den Meisel Musikverlagen und wurde vom Bezirk mit dem Kulturpreis „Bonzo“ ausgezeichnet. Verschiedene Verlage veröffentlichten Originalarrangements (u. a. Meisel Musikverlage, Helbling Verlag, Tonos Verlag, Peer Musikverlag, Greenlandmusic Berlin). Der Chor hat viele Musikvideos auf Youtube veröffentlicht, von denen einige in der Corona-Epidemie eine virale Verbreitung erlebten ("Scheiss Corona", "Ich wollt, ich wär immun", "Das gefährlichste Hobby der Welt", "Küssen verboten!" u. a.)
Der Chor präsentierte verschiedene Bühnenprogramme:
- „In 80 Takten um die Welt“ mit internationalen Liedern,
- „Die Lizenz zum Singen“ mit Arrangements von James-Bond-Titeln,
- „Tierisch“ mit Liedern zum Thema „Tier“,
- „Tierisch poppig“,
- „Feelin´Groovy“ mit Chorcoverversionen von Supertramp, Stevie Wonder, Earth, Wind & Fire, Toto u. a.,
- „Was Sie schon immer über Songs wissen wollten“ mit Moderationen zur Geschichte der Popmusik,
- „Hardchor“ mit eigenen Arrangements von deutschen Schlagern,
- „Undercover“ mit Coverversionen von u. a. ABBA, AC/DC, Spliff und Madonna,
- „Folk & Gospel“,
- „Ganz dicht“ als Motto für kleine Clubkonzerte,
- „Highland Harmonies“ mit schottischen, irischen und keltischen Stücken,
- "auserCHORen" und "enCHORe"
- "Es geht auch ohne Auto"
- "Happy X-mas mit den Happy Disharmonists"

Dabei spielte der komödiantische Aspekt eine immer größere Rolle.

## Repertoire
Das Repertoire die Happy Disharmonists umfasst über 300 Arrangements und reicht von eigenen a cappella Bearbeitungen und Coverversionen von Klassikern der Popmusik über Jazz und Folkmusik bis hin zu Chor-Comedy mit Bühneninszenierung, z. B. Chor-Arrangements von Monty Python. Der Chor führte aber auch klassische Werke wie das Weihnachtsoratorium von Bach und das Requiem von Mozart auf.

## Auftritte und Auszeichnungen
The Happy Disharmonists traten auf vielen Berliner Bühnen auf (Kammermusiksaal der Berliner Philharmonie, Meistersaal, Konzertsaal der Hochschule für Musik in Berlin, LabSaal in Berlin-Lübars, Theater des Westens, Tempodrom, Schlossparktheater, Bar jeder Vernunft, Tipi, Radialsystem V) und konzertierten regelmäßig auf Reisen u. a. in Wien, Namibia, Mölln, Dresden, Mallorca und Prag.
1995 erhielt der Chor den Kulturpreis „Bonzo“ des Bezirkes Berlin-Reinickendorf.

## Chorleiter
Carsten Gerlitz, der Gründer und Leiter der Happy Disharmonists, ist Musiker, Komponist und Arrangeur. Viele der Disharmonists-Arrangements sind veröffentlicht, z. B. „Chor einmal anders Band 1-3“ (Meisel Musikverlage), „Love & Choir“ (Helbling Verlag), „Wer hat an der Uhr gedreht?“ und "Kabinettstückchen" (Tonos Verlag), Peter und der Wolf inkl. CD-Aufnahme (Sikorski Musikverlage), sowie diverse Einzelausgaben im Helbling Verlag.

## Diskografie
Bislang veröffentlichten die Happy Disharmonists neun CDs:
- Sentimental Journey (1987, Vinyl-Single)
- The Happy Disharmonists (1990, Vinyl-LP)
- Irgendwo auf der Welt (1991, Studioproduktion)
- Cantus Filmus  (1995, Studioproduktion) mit Gastsänger Max Raabe
- Jazzissimo Live (1996, Livemitschnitt) aufgenommen im Meistersaal
- Mozart-Reqieum (1996, Livemitschnitt)
- Weihnachtsoratorium von J.S. Bach (1997, Livemitschnitt)
- Folk & Gospel (1997, Livemitschnitt)
- Hartchor (2000, Studioproduktion)
- In 80 Takten um die Welt (2002, Livemitschnitt)
- Peter und der Wolf (2003, Studioproduktion) mit dem Text von Loriot